# Липа (Гомельская область)
Липа (бел. Ліпа) — деревня в Октябрьском сельсовете Буда-Кошелёвского района Гомельской области Белоруссии.
На севере и юге граничит с лесом.
В связи с радиационным загрязнением после катастрофы на Чернобыльской АЭС часть жителей переселены в чистые места.

## География

### Расположение
В 18 км на восток от районного центра и железнодорожной станции Буда-Кошелёвская (на линии Жлобин — Гомель), 29 км от Гомеля.

### Гидрография
Река Липа (приток реки Сож).

## Транспортная сеть
Рядом шоссе Довск — Гомель. Планировка состоит из прямолинейной улицы почти широтной ориентации, к которой на востоке под прямым углом присоединяется короткая прямолинейная улица. Застройка двусторонняя, деревянными домами усадебного типа.

## История
По письменным источникам известна с конца XVIII века как деревня в Рогачёвском уезде Могилёвской губернии. В 1799 году во владении Дария-Дерноловичей. С 1840 года работала сукновальня. В 1850 году рядом проложено шоссе Петербург — Киев. Имелась почтовая станция (в 1870 году 5 лошадей). В 1880 году действовал хлебозапасный магазин. По переписи 1897 года находились: хлебозапасный магазин, 2 ветряные мельницы, водяная мельница, сукновальня. Рядом были хутора Липа и Старая Липа. В 1909 году — 1170 десятин земли, мельница, в Дудичской волости Рогачёвского уезда Могилёвской губернии.
Во время наступлення немцев в 1918 году партизаны разбили немецкий отряд, взяли пленных и трофеи. После этого каратели сожгли деревню и расстреляли часть жителей деревни, в числе которых были старики и дети. В 1926 году работали: изба-читальня, лавка, почтовое отделение, начальная школа. В 1930 году организован колхоз «Красная Липа», работали ветряная мельница и кузница.
С 8 декабря 1926 года по 8 декабря 1966 года центр Липовского сельсовета Уваровичского, с 17 апреля 1962 года Буда-Кошелевского районов Гомельского (до 26 июля 1930 года) округа, с 20 февраля 1938 года Гомельской области.
Во время Великой Отечественной войны в боях за освобождение деревни и соседних населенных пунктов погибли 31 советский солдат и 1 партизан (похоронены в братской могиле на восточной окраине), 94 жителя деревни погибли во время войны. В 1959 году входила в состав совхоза «Краснооктябрьский» (центр — деревня Октябрь).
В 1969 году в деревню переселились жители посёлков Волков и Городец.

## Население

### Численность
- 2004 год — 1 хозяйство, 1 житель.

### Динамика
- 1886 год — 71 двор, 391 житель.
- 1897 год — 126 дворов, 752 жителя (согласно переписи).
- 1909 год — 797 жителей.
- 1926 год — 114 дворов.
- 1959 год — 461 житель (согласно переписи).
- 2004 год — 1 хозяйство, 1 житель.